# سوپ لوبیای قرمز
سوپ لوبیا قرمز انگلیسی: Hong dou tang یک سوپ محبوب چینی است که در سرزمین اصلی چین، هنگ کنگ و تایوان سرو می‌شود.